# Concours International de Fantasie Classique 1934

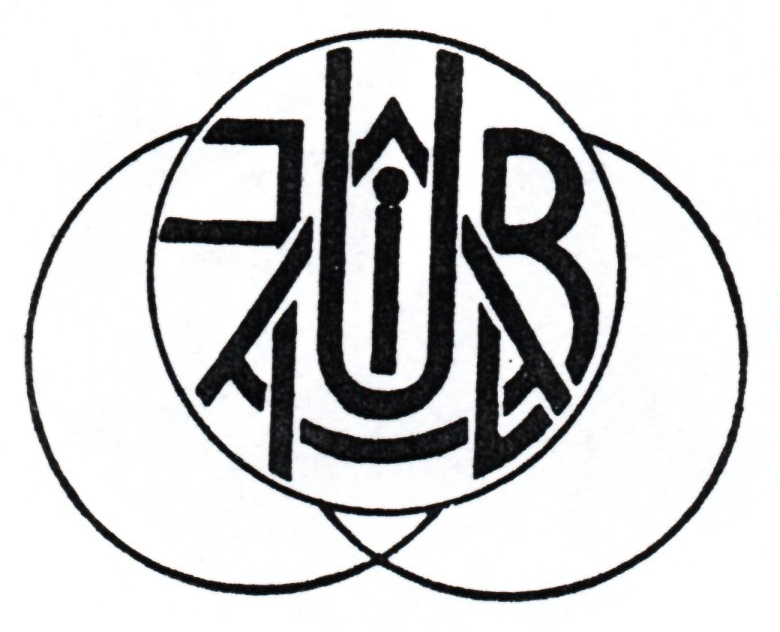
Logo UIFAB (ausrichtender Verband)

Veranstaltungsort: Paris

Die Concours International de Fantasie Classique 1934 war das 4. Turnier in dieser Disziplin des Karambolagebillards und fand vom 14. bis zum 16. Juni 1934 in Paris statt.

## Geschichte
In Paris gab es beim Concours International de Fantasie Classique eine deutliche Leistungssteigerung der Teilnehmer. Seinen Titel konnte der Franzose Jean Albert dennoch erfolgreich verteidigen. Zweiter wurde sein Landsmann Richard Kron vor Jean Faniel.

## Modus
Gespielt wurden 48 verschiedene Figuren mit verschiedenen Punktewertungen. Jeder Teilnehmer hatte pro Figur vier Versuche. Die maximale Punktzahl betrug 299 Punkte.

Gewertet wurde wie folgt:
1. Punkte = Erzielte Punkte
2. Versuche = Anzahl der gespielten Versuche
3. gelöste Figuren = gelöste Figuren
4. % = Prozentual erreichte Punkte

## Abschlusstabelle
| Platz                        | Name                     | Punkte | Versuche | gel. Figuren | %     |
| ---------------------------- | ------------------------ | ------ | -------- | ------------ | ----- |
| 1                            | Jean Albert              | 157    | 145      | 28           | 52,50 |
| 2                            | Richard Kron             | 133    | 144      | 25           | 44,48 |
| 3                            | Jean Faniel              | 118    | 148      | 22           | 39,46 |
| 4                            | Armando Martinez Sagi    | 118    | 162      | 22           | 39,46 |
| 5                            | Edouard van de Kerckhove | 99     | 162      | 19           | 33,11 |
| 6                            | Constant Côte            | 96     | 162      | 19           | 32,10 |
| Turnierdurchschnitt: 40,18 % |                          |        |          |              |       |